# Equazione di Hill (tessuto muscolare tetanizzato)
L'equazione di Hill è un'equazione semiempirica che descrive la meccanica dei muscoli tetanizzati. Fu scritta nel 1938 basandosi su misurazioni del calore sul muscolo sartorio di rana e considerazioni sul bilancio di energia. Descrive la capacità di contrarsi in opposizione a un carico di un muscolo scheletrico tetanizzato.
 {\displaystyle (v+b)(F+a)=b(F_{0}+a)}
a,b = costanti
v = velocità di accorciamento
F = forza muscolare
F0 = massima forza tetanica